# U.S. National Championships 1884
Gli U.S. National Championships 1884 (conosciuti oggi come US Open) sono stati la 4ª edizione degli U.S. National Championships e seconda prova stagionale dello Slam per il 1884. Si è disputato al Newport Casino di Newport negli Stati Uniti.
Il singolare maschile è stato vinto dallo statunitense Richard Sears, che si è imposto sul connazionale Howard A. Taylor in quattro set col punteggio di 6–0, 1–6, 6–0, 6–2. Sears si è anche aggiudicato il torneo di doppio insieme a James Dwight.

## Singolare maschile
Richard Sears ha battuto in finale  Howard A. Taylor con il punteggio di 6–0, 1–6, 6–0, 6–2.

## Doppio maschile
Richard Sears /  James Dwight hanno battuto in finale  Alexander van Rensselaer /   Arthur Newbold con il punteggio di 6–4, 6–1, 8–10, 6–4.